# Serra de Bateig
La serra de Bateig és una alineació muntanyenca situada a la comarca del Vinalopó Mitjà, al País Valencià. La serra s'estén pràcticament al terme d'Elda, tot i que una petita franja a la vessant sud entra al terme de Novelda. El seu cim principal és el Bateig, amb 552 metres d'alçada.
La serra del Bateig s'integra en el sistema prebètic i compta amb una disposició particular al constar de dues alineacions que convergeixen al nord en el cim de la Penya del Sol (545 m). Al sud la serra s'obri entre aquestes dues línies de muntanyes en l'anomenat pla del Bateig.
El material calcari és predominant, sobretot a les parts més elevades, on es poden trobar coves i avencs. A les vessants els materials són argilosos i també hi ha margues, amb alguns afloraments salins a l'est.
La vegetació és escassa en aquest vessant, i es troben algunes pinedes a les zones nord i oest, com també a la zona alta propera al cim. És abundant la presència d'arbustos típics mediterranis, sobretot romer i timó, i altres varietats com llentiscle, ginebre, estepa, arç negre, així com alguns exemplars de savina a les zones més altes i les ombries.
El riu Vinalopó discorre a tocar de les vessants orientals i meridionals de la serra i recull les aigües dels petits i irregulars barrancs que baixen del Bateig com el de Casamitjana o el barranc de la Sal.
L'àrea ha estat històricament ocupada i explotada per l'acció humana. Nogensmenys s'han trobat diversos jaciments arqueològics. També destaca la pedrera que està en funcionament des de 1878 d'on s'extrau pedra calcarenita molt preuada en la construcció d'edificis. Actualment també hi ha diverses urbanitzacions i habitatges disseminats en l'entorn de la serra.
La seua proximitat a Elda fan de la serra un espai d'esbarjo i activitats a l'aire lliure per a la població. L'ús recreatiu dels camins i sendes que creuen el Bateig ha derivat en l'aparició recent de petites construccions de pedra.